# Crisis ambiental de la Ciudad de México de 2019
La crisis ambiental de la Ciudad de México de 2019 se refiere a la mala calidad del aire de esa ciudad entre el 9 al 18 de mayo de ese año provocado por un nivel nunca antes alcanzado de contaminación atmosférica específicamente partículas en supensión (ó partículas suspendidas, como se denominan en la normatividad local) y altos índices de ozono.

## Antecedentes

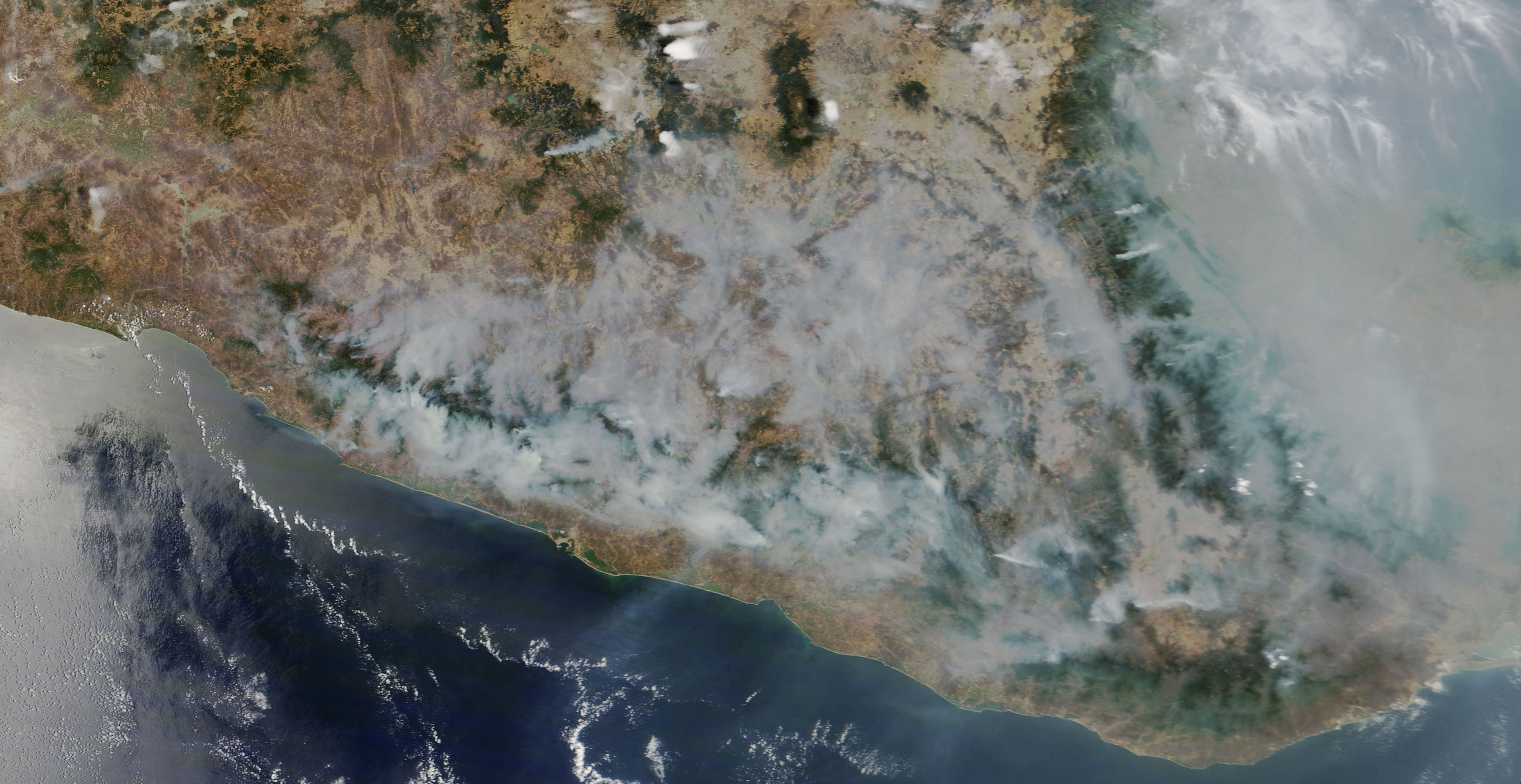
Incendios forestales en el estado de Guerrero fotografiados por la NASA el 9 de mayo de 2019.

El 10 de mayo de 2016 la capital mexicana vivió un episodio crítico de contaminación, con los niveles más altos en 14 años. Organizaciones de la sociedad civil habrían advertido que las condiciones climáticas y otros factores sociales advertían otra crisis ambiental al inicial la temporada de calor en el país.
En los primeros días de mayo de 2019 el país se vivía una temporada calurosa. A partir del 9 de mayo ocurrieron un mayor número de incendios forestales en distintos estados de México, incluyendo la zona boscosa de la Ciudad de México, el Estado de México, Morelos e Hidalgo, intensificándose la cantidad de partículas en suspensión PM 2.5. Dadas las altas temperaturas, las condiciones atmosféricas con vientos de baja velocidad que no propiciaban la dispersión de contaminantes y el reporte de incendios forestales y agrícolas, a partir del 11 de mayo la Comisión Ambiental de la Megalópolis (CAME) determinó iniciar un programa de vigilancia epidemiológica. El 12 de mayo la jefa de gobierno de la Ciudad de México Claudia Sheinbaum ante el incremento de la cantidad de ozono en el aire, determinó que la administración que encabeza estaba trabajando en una actualización de las normas establecidas al ser inefectivas.

## Consecuencias

### 14 de mayo
A las 5:00 la estación de monitoreo de Ciudad Nezahualcóyotl registró 158 en el índice PM 2.5 y se alcanzaron 145 puntos de ozono, por lo que la CAME ordenó la puesta en marcha de la Contingencia Ambiental Extraordinaria por Partículas PM2.5. Por primera vez en la historia, la contingencia fue extendida a los estados de Puebla, Estado de México, Hidalgo, Morelos y Tlaxcala. Comenzaron las suspensiones de actividades en sitios como todos los parques públicos capitalinos y en eventos deportivos como el partido de semifinal del torneo de Clausura 2019 entre el Club América y el Club León, el cual se disputaría en el Estadio Azteca pero se decidió moverlo a la ciudad de Querétaro.

### 15 de mayo
La CAME determinó continuar la contingencia dado que no ocurrió una disminución de los contaminantes. A las 15:50 la Ciudad de México se encontraba como la cuarta ciudad más contaminada del planeta según el proyecto World Air Quality. Por la tarde se registraron lluvias en gran parte de la capital mexicana, pero ello no favoreció la dispersión de contaminantes y no logró disminuir los niveles. Se determinó entonces que se suspendieran las actividades en todos los niveles básicos educativos, y en los planteles de la Universidad Nacional Autónoma de México, el Instituto Politécnico Nacional y las guarderías del Instituto Mexicano del Seguro Social.
Organismos de defensa ambiental pidieron que las normas locales se ajusten a las establecidas por la Organización Mundial de la Salud, lo cual no ocurre en México.

### 16 de mayo
La CAME determinó continuar la contingencia dado que no ocurrió una disminución de los contaminantes, que alcanzaron 149 puntos de partículas menores a 2.5 micrómetros a las 18:00 tiempo local en la alcaldía Iztapalapa.  En distintos medios de comunicación y redes sociales personas reportaron malestares como dolor de cabeza, ardor de ojos, ojos llorosos y cansancio, entre otros síntomas.

### 19 de mayo
Debido a que la estación de monitoreo de Ciudad Nezahualcóyotl registró 106 puntos y a que las previsiones meteorológicas se consideraron favorables para la dispersión de contaminantes, la CAME decidió levantar la Contingencia Ambiental Atmosférica Extraordinaria en la Zona Metropolitana del Valle de México.

### Cambios a la normatividad
Como consecuencia de la crisis, el 22 de mayo la CAME anunció el Programa para Prevenir y Responder a Contingencias Ambientales Atmosféricas, un paquete de acciones y reformas a la normatividad ambiental vigente. Dentro de las acciones creadas se encuentran:
- Creación de una Fase Preventiva al momento de que la previsión de ozono para el día siguiente sea mayor a 140 puntos y un 70% de probabilidades; más de 135 puntos de partículas suspendidas PM10 y PM 2.5. En esta fase se iniciará una campaña preventiva a la población, el 50% de vehículos del gobierno en el nivel local, municipal federal y las alcaldías de la Ciudad de México dejarán de circular y se dejarán de realizar trabajos de mantenimiento a las infraestructuras urbanas.
- Creación de una Fase II Combinada al momento en que los niveles de ozono sean mayores a 150 puntos y partículas suspendidas PM 2.5 sean mayores a 140 puntos u ozono sea mayor a 140 puntos y partículas suspendidas PM 2.5 sean mayores a 150.
- La Fase I del Programa se activará al momento de alcanzarse 150 puntos de ozono o 150 puntos de partículas suspendidas PM10 y PM 2.5.